# Albin Ogris
Albin Ogris, slovenski pravnik, ekonomist in pedagog, * 28. februar 1885, Pliberk, † 25. september 1959, Ljubljana.

## Življenje in delo
Po končani gimnaziji Celovcu (1905) je do 1908 študiral bogoslovje v Celovcu, bil od 1908–1909 uslužbenec ljubljanske plinarne in nato od 1909 študiral pravo na univerzi v Pragi, kjer je 1920 doktoriral. Sprva je delal pri deželnem kazenskem sodišču v Pragi in bil nato v letih 1920−1926 v Ljubljani finančni komisar ministrstva za finance. Leta 1926 je postal predavatelj statistike in politične ekonomije na Pravni fakulteti v Ljubljani, od 1933-1952 kot redni profesor. Leta 1932 je postal dopisni član Slovanskega inštituta v Pragi.